# La última esperanza

La última esperanza es una telenovela mexicana dirigida por Alfredo Gurrola y producida por Eugenio Cobo para la cadena Televisa, Fue transmitida por El Canal de las Estrellas entre el 1 de febrero y el 14 de mayo de 1993. Es un remake de la telenovela  Muñeca, producida también por Televisa en 1973, protagonizada por Fanny Cano y Rodolfo Bebán. También remake de la telenovela argentina de 1971, Así en la villa como en el cielo, protagonizada por Soledad Silveyra, Guillermo Bredeston y Gabriela Gili.
Fue protagonizada por Mariana Levy y Alberto Mayagoitia con la participación antagónica de Pedro Armendáriz Jr, Cecilia Gabriela, Florencia Ferret, Adalberto Parra y Jesús Arriaga.

## Argumento
"La última esperanza" es un barrio marginal donde conviven personas humildes y trabajadoras y otras deshonestas y malvivientes. Aquí vive Estelita, una muchacha huérfana de madre que estudia y busca trabajo sin cesar y trata de sacar adelante a su padre Pancho, un hombre alcohólico y depresivo. 
Por otra parte, Daniel Burana es un joven y millonario playboy dedicado a los romances fugaces y a la buena vida que le otorga el dinero a lo grande, que heredó de sus fallecidos padres. Alejandro, el tío de Daniel, es un empresario millonario y prestigioso que a los ojos de todo el mundo, pasa por un hombre intachable que ha labrado su fortuna a base de trabajo duro. Pero el hombre posee una doble vida: por la noche se pone peluca güera y bigote postizo, ropa chillona y joyas para manejar una boite y negocios clandestinos.
Un día, Alejandro le dice a Daniel que su herencia es un terreno con unas viviendas pobres llamado "La última esperanza", y que es necesario sacar a sus ocupantes de allí para construir un complejo de departamentos elegantes y así pueda seguir manteniendo su estilo de vida. Daniel se presenta en el barrio usando ropas viejas y conoce a Estelita, quien no es como las demás mujeres a las que acostumbra tratar, pero escoge un camino poco acertado para llegar a su corazón: hacerse llamar Ángel y fingir ser un pobre más del barrio ayudado por su fiel sirvienta Polita, hija de don Moy, uno de los ocupantes del barrio.
Daniel desconoce por completo los negocios sucios de su tío, y Alejandro se aprovechará de esto para apropiarse de "La Última Esperanza" mediante un negocio fraudulento, para derribar las viviendas y construir una lucrativa zona residencial.

## Elenco
- Mariana Levy† - Estela "Estelita" Suárez Páez
- Alberto Mayagoitía - Daniel Burana / Ángel Pérez
- Cecilia Gabriela - Jennifer Lascuráin
- Pedro Armendáriz Jr.† - Alejandro Burana
- Salvador Sánchez - Pancho
- Luis Gatica - José
- Elsa Cárdenas - Ninfa
- Miguel Pizarro - Padre Juan Lamparero
- Jaime Lozano - "El Gallo"
- Héctor Ortega† - Don Moy
- Jesús Arriaga - Manuel Prieto "El Piraña"
- Coco Levy - Pablo Suárez Páez
- Juan Carlos Serrán† - Mariano
- Eugenio Cobo - Sócrates
- José Suárez - Luis Ceballos "El Caireles"
- Carolina Guerrero - Polita Ríos
- Patricia Hernández - Gloria Chávez
- Adalberto Parra - Fraga
- Bárbara Gil† - Isabel
- Yula Pozo
- Azucena Rodríguez
- Silvia Suárez - Diana
- Florencia Ferret - Nora
- Héctor Parra - Tte. Ramos
- Rosita Pelayo - Melanie
- Klaus Feldman - Jacobo
- Jorge Páez - "Kid Acero"
- Azela Robinson
- Violeta Isfel - Amaranta
- Carlos Amador†
- Jorge Alberto Bolaños
- Juan David Burns
- Francois Clemencau
- Carlos Chavira
- Esteban Escarcega
- Maripaz García
- Janina Hidalgo
- María Morena
- Baltazar Oviedo
- Evelyn Solares
- Edmundo Lima
- Juan Antonio Llanes
- Lorena Martínez
- Rubén Monterrubio

## Equipo de producción
- Historia original de: Abel Santa Cruz
- Libreto: Kary Fajer, Lei Quintana
- Edición literaria: Dinorah Isaak
- Tema musical: “Ay amor”
- Autor: Rubén Zepeda
- Canta: Mariana Levy
- Música original: José Rendón
- Escenografía: Miguel Ángel Medina
- Ambientación: Guadalupe Frias
- Realización: César Aguilar
- Diseñadora de vestuario: Laura Simonin
- Musicalización: Mario Barreto
- Editor: Adrián Frutos Maza
- Jefe de locaciones: Aarón Gutiérrez
- Jefe de producción: Leticia Díaz
- Dirección de cámaras: Alejandro Frutos
- Dirección de escena: Alfredo Gurrola
- Productora asociada: Rossana Ruiz
- Productor: Eugenio Cobo
- Fue una producción de: Televisa en MCMXCIII.

## Versiones
- La última esperanza es una versión de la telenovela Muñeca dirigida por Fernando Wagner y producida por Manolo García en 1973 y protagonizada por Fanny Cano y Rodolfo Beban.
- La última esperanza también es una versión de la telenovela argentina Así en la villa como en el cielo dirigida por Roberto Denis y producida por Jacinto Pérez Heredia en 1971 y protagonizada por Soledad Silveyra, Guillermo Bredeston y Gabriela Gili.

## Enlaces
- Página de alma-latina.net
- Página de IMDb

- Datos: Q3704822